# Doug Hoffer

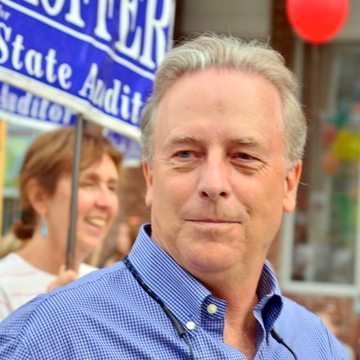
Doug Hoffer, 2017

Douglas R. Hoffer genannt Doug Hoffer (* 3. September 1951 in New Rochelle, New York) ist ein US-amerikanischer Politiker, der seit 2013 State Auditor von Vermont ist.

## Leben
Doug Hoffer wurde in New Rochelle, New York geboren. Er wuchs in Norwalk, Connecticut auf und besuchte das Williams College. Dort erwarb er den Bachelor in Politikwissenschaft sowie die SUNY Buffalo School of Law. Diese schloss er mit dem Juris Doctor ab.
Im Jahr 1988 zog Hoffer nach Vermont und arbeitete in Burlington im Amt für Wirtschaftsförderung und Gemeinwesen. Ab dem Jahr 1993 arbeitete Hoffer für 19 Jahre als selbstständiger Politikanalytiker. Zu seinen Kunden zählten das Peace & Justice Center, der Vermont State Auditor, der Vermont Sustainable Jobs Fund, die Vermont State Employees Association, der Vermont State Treasurer, die City of Burlington, das Burlington Electric Department, die Connecticut River Valley Neighboring Co-Ops und viele mehr.
Im Jahr 1994 wurde Hoffer vom Bürgermeister und der Stadtversammlung von Burlington in die Electric Commission berufen, welche die Aufsicht über die kommunalen Energieversorger hat. Dort war er sechs Jahre tätig. Vom Gouverneur wurde er in das Private Activity Bond Advisory Committee berufen.
Als Mitglied der Demokratischen Partei trat er im Jahr 2010 als Kandidat für das Amt des State Auditors zur Wahl an. Gleichzeitig akzeptierte er auch die Kandidatur für die Vermont Progressive Party. In dieser Wahl unterlag er dem Kandidaten der Republikanischen Partei Thomas M. Salmon. Im Jahr 2012 trat Hoffer erneut als Kandidat für die Demokratische und die Progressive Partei an. Bei dieser Wahl und auch bei der Wahl im Jahr 2014 gewann Hoffer.